# 馬里亞尼夫卡 (馬里亞尼夫卡鎮級市鎮)
50°27′13″N 24°49′2″E / 50.45361°N 24.81722°E

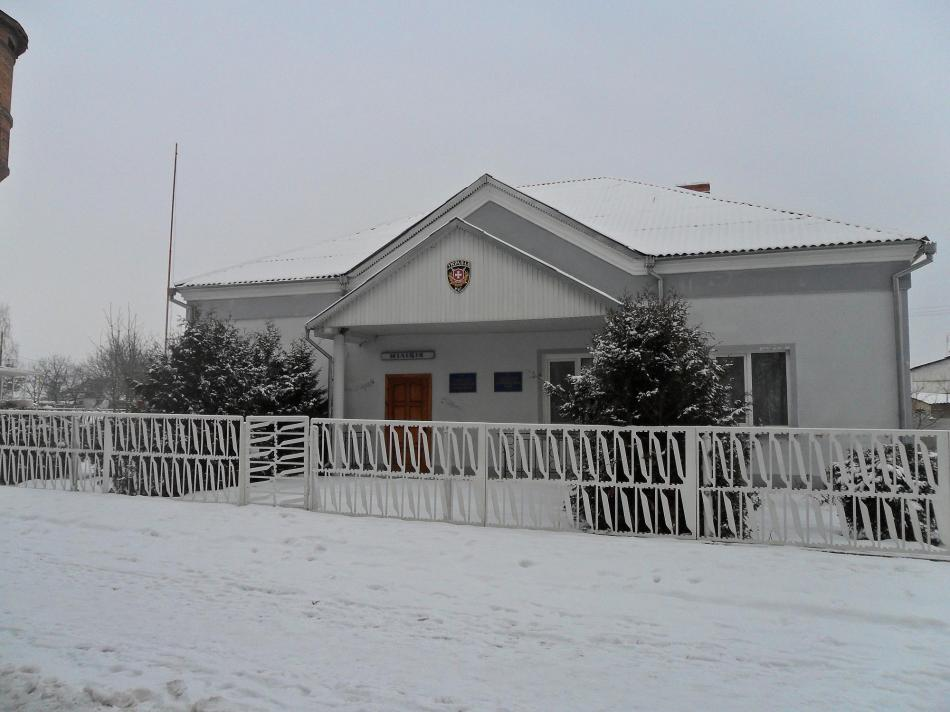

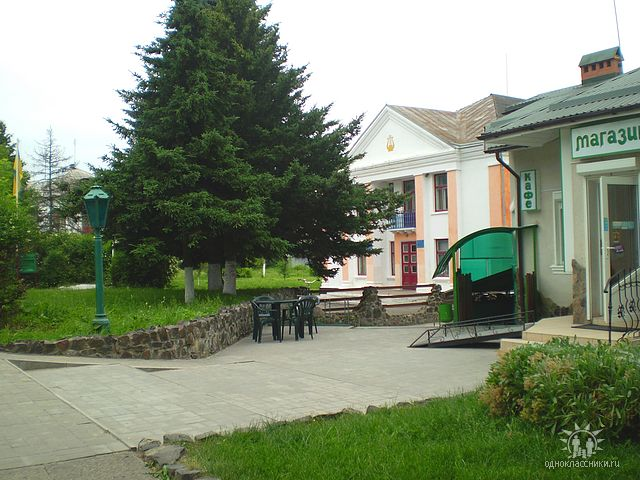

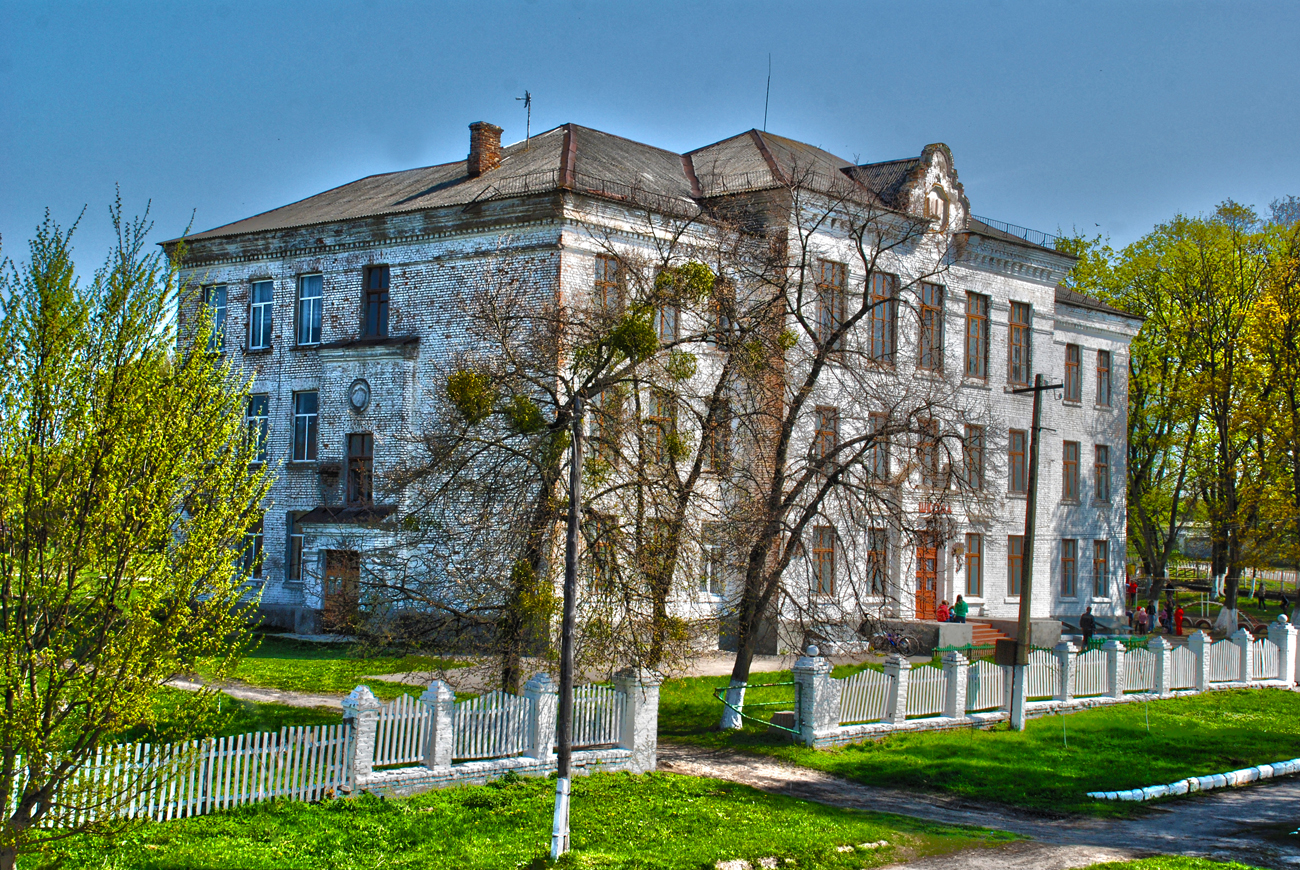
学校

馬里亞尼夫卡（烏克蘭語：Мар'янівка），是烏克蘭的市級鎮，位於該國西北部沃倫州盧茨克區馬爾亞尼夫卡市鎮。始建於十八世紀初期，面積2.06平方公里，海拔高度205米，2013年人口2,807，人口密度為每平方公里1,363人。